# Protureformacija
Protureformacija ili kontrareformacija (njem.: Gegenreformation, engl.: Counter-Reformation) je proces u Katoličkoj Crkvi, koji je suštinski vezan uz vrlo dugotrajni i dalekosežni Tridentinski koncil (1545. – 1563.), ali se proces nastavio do u 18. stoljeće, kao crkveni aspekt baroka. Termin "protureformacija" se od kraja 19. stoljeća uvriježio u protestantskim područjima pa se odatle u 20. stoljeću proširio i u Hrvatsku, makar katolički crkveni pisci do danas radije koriste termin katolička obnova.

## Naziv
Pojam (netočan, kako ukazuju mnogi katolički autori, jer uključuje sagledavanje čitavog jednog dugačkog perioda katoličanstva isključivo kroz aspekt odnosa s protestantima) je 1776. godine prvi put upotrijebio profesor prava u Göttingenu Johann Stephan Pütter. Nakon što ga je u svojem djelu iz 1889. godine (dakle, u vrijeme kada su i reformacija i katolička obnova bili već okončani procesi) koristio njemački povjesničar Mortiz Ritter, pojam je u protestantskoj historiografiji ušao u opću uporabu. Pojam se proširio u povijesnim znanostima nekih država, pa tako i u Hrvatskoj.
Katolici su ime protureformacija odmah rezolutno odbacivali i odbijali, međutim se ubrzo proširio prvenstveno na engleskom govornom području.

## Povijest
Papa Pavao III. (1534. – 1549.) započeo je Tridentinski sabor (1545. – 1563.), koji je trebao provesti reformu ustanova (ne i doktrine). Između ostaloga, trebalo je riješiti probleme koji su iznutra nagrizali Crkvu, a bili su i među povodima protestantske Reformacije: korupcija u redovima biskupa i svećenika, te prodaja oprosta.
Tridentski sabor je prihvatio katoličku težnju (pokret) za veću pobožnost poznat pod nazivom Devotio moderna i nastanak novih crkvenih redova (isusovci, kapucini, teatinci dr.) s novim oblicima duhovnosti i redovničkog života. Međutim je nedvosmisleno odbacio protestantske stavove i zadržao temeljnu strukturu Crkve, njezin sustav sakramenata, crkvene redove i doktrinu. Odbacio je kompromis s protestantima i ponovio temeljne postavke rimokatoličanstva. Sabor je ponovo izložio vjerski nauk o spasenju kroz vjeru i dobra djela, o euharistiji kao pretvorbi kruha i vina u tijelo i krv Kristovu, te ustrajao u katoličkom naučavanju o svih sedam svetih sakramenata. Jasno su potvrđeni i katolički običaji protiv kojih su reformatori najviše grmjeli: hodočašća, štovanje svetaca i relikvija, kao i štovanje Marije. Tridentski koncil je učvrstio disciplinu među svećenstvom, te uspostavio jače kriterije za njihovo obrazovanje, te je općenito potaknuo rast akademskih ustanova.
Sabor se nakon dugih rasprava dogovorio oko sljedećih glavnih smjernica za ono što će poslije postati poznato kao protureformacija:
1. Katoličko tumačenje Biblije je konačno. Svaki kršćanin koji želi nametnuti drukčije tumačenje od onoga uz koje pristaje Katolička Crkva je heretik,
2. Kršćanima za spasenje trebaju vjera, koja rađa dobrim djelima i potvrđuje se u njima,
3. Biblija i Katolička crkva su jednako snažne instance za usmjeravanje kršćanskog života,
4. Oprost je valjan izraz vjere (ali prodaja oprosta je zabranjena).

Razdoblje koje se danas uglavnom naziva protureformacijom donijela je bogatog ploda u Katoličkoj Crkvi, kako u odgoju svećenstva i poučavanju vjernika, tako i u materijalnim spomenicima. Barokna umjetnost najočitiji je primjer stvaralaštva iz razdoblja protureformacije.

## Pojam
U pojam kojim se opisuje aspekt katoličke obnove koji je uključivao borbu protiv širenja protestantizma spadaju ove činjenice:
- biskupske inicijative u obranu vjere, teologije i tradicijske prakse u zemljama u kojima je došlo do protestantske reformacije (Njemačka, Francuska, Engleska),
- razvijati apologetiku i bogoslovne kontroverzije (J. Eck, H. Emser, J. Dobeneck, J. Clichtove itd.),
- papinska akcija s reformom inkvizicije 1542., uvođenje indeksa zabranjenih knjiga, te osude vjerskih zastranjenja putem papinskih pisama – bula,
- osuđivanje hereza (ne i heretika) koncilskim kanonima,
- poslijekoncilsko kontroverzističko bogoslovlje kao odgovor na slične protestantske poteze i metode,
- političke i vojne akcije katoličkih knezova u zemljama koje je pogodila protestantska reformacija,
- ubrzanje katoličke reforme koja je već trajala,
- mjere koje se je poduzelo na području pastorala glede biskukpske rezidencije i službe, bogoslovnu pripravu župnika i njihovo apostolsko djelovanje,
- poticaji na području odgoja s osnivanjem odgojno-prosvjetnih zavoda u zemljama koje je pogodila protestantska reformacija,
- njegovati posebne oblike pučke pobožnosti, ponajprije glede realne nazočnosti u sakramentu euharistije te kulta svetih. Ovo je za ishod imalo procvat svetaca i mučenika - 36 je kanonizirano od 1520. do 1620. te osnivanjem novih redovničkih zajednica za odgoj mladeži.

## Protureformacija u Hrvatskoj
Protureformacija u Hrvatskoj vršena je s uspjehom, ponajviše uz pomoć isusovaca, te ju je prihvatilo plemstvo i kler, a posljedično i široki slojevi naroda.
Prve reakcije na pojavu protestantizma počinju čim se on počeo širiti u Ugarsku, te je pod banom grofom Draškovićem Sabor 1567. god. donio prvi protureformacijski zakon. "Tko istupi iz Katoličke Crkve, ne može imati u Slavoniji i Hrvatskoj bilo kakav imetak, niti vršiti javnu službu", bilo je propisano (međutim se poslije baš i nije dosljedno provodilo: centralna je država u Hrvatsku dovodila vojni personal u kojem je bilo dosta protestantskih vojnika i časnika). Hrvatsko plemstvo u svojem djelokrugu (političkom i vojničkom) poduzima dalje mjere protiv širenja protestantizma iz susjednih područja Srednje Europe. Car Rudolf II. stoga Hrvatsku 1604. isključuje od područja na kojemu je dopušteno djelovanje protestantskih vjerskih zajednica.
Ban Toma Erdody na saboru u Požunu 1608. izvukavši mač iz korica izjavio je: "Ovim ću mačem istjerati tu luteransku kugu iz naše zemlje, prije ćemo se odvojiti od Ugarske, nego dopustiti, da se ona ukorijeni u našim krajevima. Imamo rijeke Savu, Dravu i Kupu, pa ćemo iz jedne dati piti tim novim gostima". 1609. godine Hrvatski sabor je donio zaključak da se u Hrvatskoj i Slavoniji priznaje samo jedna vjera, katolička, ta se odluka posebice odnosila na sjevernu Hrvatsku. Odluka je bila motivirana željom da se spriječi ugarsko plemstvo, koje je dobrim dijelom slijedilo kalvinistički nauk, da preuzima posjede u tom dijelu Hrvatske.
Kako se Hrvatskom ipak vladalo iz Beča, koji je bio živo zainteresiran za održavanje vlasti nad dijelovima Njemačke u kojima se proširio protestantizam, te također za mir u Ugarskoj u kojoj je isto bilo mnogo protestanata, i u Hrvatskoj se sve do Tridesetgodišnjeg rata trpjelo (tolerancija se u ono doba doista shvaćala kao podnošenje onih koji smetaju i koje se tek s mukom podnosi) protestante koji su mahom dolazili iz Ugarske i Njemačke, kao trgovci, obrtnici i vojnici.
Na crkvenom planu, započeli su u Hrvatskoj važnu aktivnost tada najagilniji crkveni red isusovci, koji 1604. godine otvaraju školu u Dubrovniku, a u Zagreb dolaze 1606., te i ondje već sljedeće godine osnivaju gimnaziju. Bartol Kašić (koji isusovcem postaje u Rimu 1595. godine) piše 1599. godine prvi talijansko-hrvatski rječnik, a 1604. godine u Rimu objavljuje (na latinskom jeziku) prvu gramatiku hrvatskog ("ilirskog") jezika. Isusovci otvaraju gimnaziju 1627., u Varaždinu 1636., da bi 1662. godine u Zagrebu otvorili Akademiju sa studijem filozofije i teologije koja poveljom cara Leopolda I. (1669.) dobiva sveučilišna prava i povlastice (čime je uspostavljeno Zagrebačko Sveučilište). Djelovanjem dobro obrazovanih svećenika i obrazovanjem mladih u ustanovama pod okriljem Katoličke Crkve, nestaje slika protestantizma kao nekog posebnog nositelja novih ideja; uz to je na Hrvatskoj bližim južnim njemačkim područjima i u Italiji protestantizam ostao bez utjecaja, u velikoj mjeri povodom događaja u tridesetgodišnjem ratu je Europom bjesnio između 1618. i 1648.